# 星际火狐64
《星际火狐64》是一款由任天堂情報開發本部制作、任天堂在任天堂64上发行的3D卷轴射击游戏。本游戏于1997年4月27日在日本地区发行，于1997年6月30日在北美地区发行。本游戏是以《星际火狐》重制，亦是星际火狐系列唯一在任天堂64发行的游戏。
在本游戏中，玩家控制着一架战机。游戏大多数时间为走廊模式，玩家必须在固定的线路进行前行。
《星际火狐64》收到多方积极评价。本游戏是1997年最高售出游戏。